# مييروكو تشان
مييروكو تشان (باليابانية: 見える子ちゃん، بالروماجي: Mieruko-chan) حرفياً (الآنسة المبصرة)، سلسلة مانغا يابانية من تأليف ورسوم «توموكي إزومي» تصدر على موقع «كوميك والكر» التابع لمؤسسة كادوكاوا منذ نوفمبر 2018، حتى أكتوبر 2021 لها 6 مجلدات تانكوبون منشورة، تم ترخيص المانغا في أمريكا الشمالية من قبل ين بريس [الإنجليزية].
حصلت المانغا على مسلسل أنمي تلفزيوني من إنتاج ستوديو باسيون عرض بين أكتوبر وديسمبر من عام 2021.

## لمحة القصة
ميكو يوتسويا، فتاة مدرسة ثانوية إعتيادية لكنها تملك القدرة على رؤية أرواح وأشباح مخيفة تطاردها هي ومن حولها، بالرغم من ذلك تبذل جهدها لتجاهل رؤيتها ووجودها لتعيش حياة مدرسية عادية.

## الشخصيات
ميكو يوتسويا (四谷みこ، Yotsuya Miko)
أداء صوتي: سورا أماميا
هانا يوريكاوا (百合川ハナ، Yurikawa Hana)
أداء صوتي: كايدي هوندو
يوليا نيغريدو (二暮堂ユリア، Niguredō Yuria)
أداء صوتي: أياني ساكورا
زين تونو (遠野 善، Tōno Zen)
أداء صوتي: يويتشي ناكامورا
العرافة (ゴッドマザー، Goddomazā)
أداء صوتي: إيكوكو تاني
كيوسكي يوتسويا (四谷 恭介، Yotsuya Kyōsuke)
أداء صوتي: يوميري هاناموري
توكو يوتسويا (四谷 透子، Yotsuya Tōko)
أداء صوتي: هيتومي ناباتامي
مامورو يوتسويا (四谷 真守، Yotsuya Mamoru)
أداء صوتي: كوسكي توريومي
جونجي روسوكو (ロウソク淳二، Rōsoku Junji)
أداء صوتي: نوبُو توبيتا

## إعلام

### مانغا
مييروكو-تشان، سلسلة مانغا من كتابة ورسوم «توموكي إزومي» بدأت بالصدور على موقع «كوميك والكر» التابع لمؤسسة كادوكاوا يوم 2 نوفمبر 2018، في أبريل 2019 بدأ دار نشر كادوكاوا شوتين بنشر السلسلة مطبوعة على شكل مجلدات تانكوبون وحتى مارس 2021 سيكون صدر لها 5 مجلدات منشورة، تم ترخيص السلسلة في أمريكا الشمالية من قبل ين بريس [الإنجليزية].

#### قائمة المجلدات
| م. | الإصدار الياباني | الإصدار الياباني       | الإصدار الإنجليزي | الإصدار الإنجليزي      |
| م. | تاريخ الإصدار    | ردمك                   | تاريخ الإصدار     | ردمك                   |
| -- | ---------------- | ---------------------- | ----------------- | ---------------------- |
| 1  | 22 أبريل 2019    | ISBN 978-4-04-065658-8 | 17 نوفمبر 2020    | ISBN 978-1-97-531757-7 |
| 2  | 21 أكتوبر 2019   | ISBN 978-4-04-064092-1 | 23 فبراير 2021    | ISBN 978-1-97-531759-1 |
| 3  | 21 مارس 2020     | ISBN 978-4-04-064498-1 | 22 يونيو 2021     | ISBN 978-1-97-532431-5 |
| 4  | 23 سبتمبر 2020   | ISBN 978-4-04-064898-9 | 16 نوفمبر 2021    | ISBN 978-1-97-532569-5 |
| 5  | 22 مارس 2021     | ISBN 978-4-04-680257-6 | 17 مايو 2022      | ISBN 978-1-97-534188-6 |
| 6  | 22 أكتوبر 2021   | ISBN 978-4-04-680715-1 | —                 | —                      |

### أنمي
أعلن يوم 18 مارس 2021 عن إنتاج أنمي تلفزيوني مبني على هذه المانغا من قبل ستوديو باسيون، الأنمي سيكون من إخراج «يوكي أوغاوا» و«تاكاهيرو ماجيما» بدور مخرج مساعد وكتابة «كينتا إيهارا»، تصميم الشخصيات وإخراج الأنيميشن من قبل «تشيكاشي كاديكارو»، بينما تصميم الوحوش من قبل «ماكوتو أونو»، بدأ عرض الأنمي يوم 3 أكتوبر 2021 على شبكة طوكيو إم إكس والمحطات التلفزيونية اليابانية الأخرى، وإنتهى يوم 19 ديسمبر 2021 بإجمالي 12 حلقة.
ألحان الموسيقى من قبل «كانا أوتاتاني»، ستكون أغنية مقدمة الأنمي بعنوان ألا يمكنك رؤيتهم حقًا!؟ (?!見えないからね، ?!Mienai Kara ne) من أداء المغنية ومؤدية الأصوات سورا أماميا، وأغنية النهاية بعنوان هل تراني؟، أتراني أليس كذلك؟، أنت تراني فعلًا؟؟؟ (？？？ミタナ？ミタヨネ？？ミテルヨネ، ???Mita na? Mita yo ne?? Miteru yo ne).

#### قائمة الحلقات
| ر. الإجمالي | العنوان                    | العنوان الياباني                | المخرج                                         | الكاتب       | لوحة قصصية      | تاريخ العرض الأصلي [ 23 ] |
| ----------- | -------------------------- | ------------------------------- | ---------------------------------------------- | ------------ | --------------- | ------------------------- |
| 1           | «هل يمكنك رؤيتهم؟»         | 見える？ Mieru?                 | شينتارو ماتسوشيما                              | كينتا إيهارا | يوكي أوغاوا     | 3 أكتوبر 2021             |
| 2           | «يمكنها رؤيتهم كُليًا»       | 超見える Chō Mieru              | تاكاهيرو ماجيما                                | كينتا إيهارا | يوكي أوغاوا     | 10 أكتوبر 2021            |
| 3           | «لا تزال قادرة على رؤيتهم» | まだ見える Mada Mieru           | ميتسوكي كيتامورا                               | كينتا إيهارا | تاكاشي سانو     | 17 أكتوبر 2021            |
| 4           | «حقًا يمكنها رؤيتهم»        | やっぱり見える Yappari Mieru    | تاكاهيرو ماجيما                                | كينتا إيهارا | يوكي أوغاوا     | 24 أكتوبر 2021            |
| 5           | «أنا ايضًا يمكنني رؤيتهم»   | ワタシも見える Watashi mo Mieru | شينتارو ماتسوشيما تاكاهيرو ماجيما              | كينتا إيهارا | نارويو تاكاهاشي | 31 أكتوبر 2021            |
| 6           | «يمكنها رؤية أشياء مجنونة» | スゴいの見える Sugoi no Mieru   | ميتسوكي كيتامورا                               | كينتا إيهارا | يوكي أوغاوا     | 7 نوفمبر 2021             |
| 7           | «هل رأيت ذلك؟»             | 見た？ Mita?                    | شينتارو ماتسوشيما                              | كينتا إيهارا | إكورو موريموتو  | 14 نوفمبر 2021            |
| 8           | «الأشياء التي تراها»       | 見えてるもの Mieteru Mono       | تاتسويا إشيغرو                                 | كينتا إيهارا | تاكاشي سانو     | 21 نوفمبر 2021            |
| 9           | «ما رأته سابقًا»            | 見たことある Mita Koto Aru      | تاداشي ناكامورا                                | كينتا إيهارا | نارويو تاكاهاشي | 28 نوفمبر 2021            |
| 10          | «لا تنظر»                  | 見るな Miru na                  | ميتسوكي كيتامورا تاكاهيرو ماجيما شونئيتشي كاتو | كينتا إيهارا | تاكيؤ تاكاهاشي  | 5 ديسمبر 2021             |
| 11          | «هل ترى؟»                  | 見る？ Miru?                    | شينتارو ماتسوشيما شونئيتشي كاتو                | كينتا إيهارا | إكورو موريموتو  | 12 ديسمبر 2021            |
| 12 أخيرة    | «الفتاة المبصرة»           | 見える子ちゃん Mieruko-chan     | تاكاهيرو ماجيما تاتسويا إشيغرو                 | كينتا إيهارا | يوكي أوغاوا     | 19 ديسمبر 2021            |

## طالع أيضًا
- وندر ايغ بريوريتي
- المحقق ميت فعلا (رواية خفيفة)
- 86 (رواية خفيفة)
- أعظم مغتال في العالم يتجسد كنبيل في عالم اخر
- مجموعة جونجي إيتو
- معركة بعد 5 ثواني من اللقاء
- القمر ولايكا والأميرة مصاصة الدماء
- الأنمي في 2020

## روابط خارجية
- الموقع الرسمي للمانغا (باليابانية).
- الموقع الرسمي للأنمي (باليابانية).
- مييروكو تشان  في شبكة أخبار الأنمي